# Salin-de-Giraud
Pour les articles homonymes, voir Salin et Giraud.
Salin-de-Giraud est un village situé sur le territoire de la commune d'Arles (canton d'Arles-Ouest) dans le département français des Bouches-du-Rhône en région Provence-Alpes-Côte d'Azur , à près de 40 kilomètres du centre-ville d'Arles.

## Géographie

### Situation
Il se trouve dans le sud-est du delta de la Camargue, en rive droite du Grand-Rhône. 

### Accès

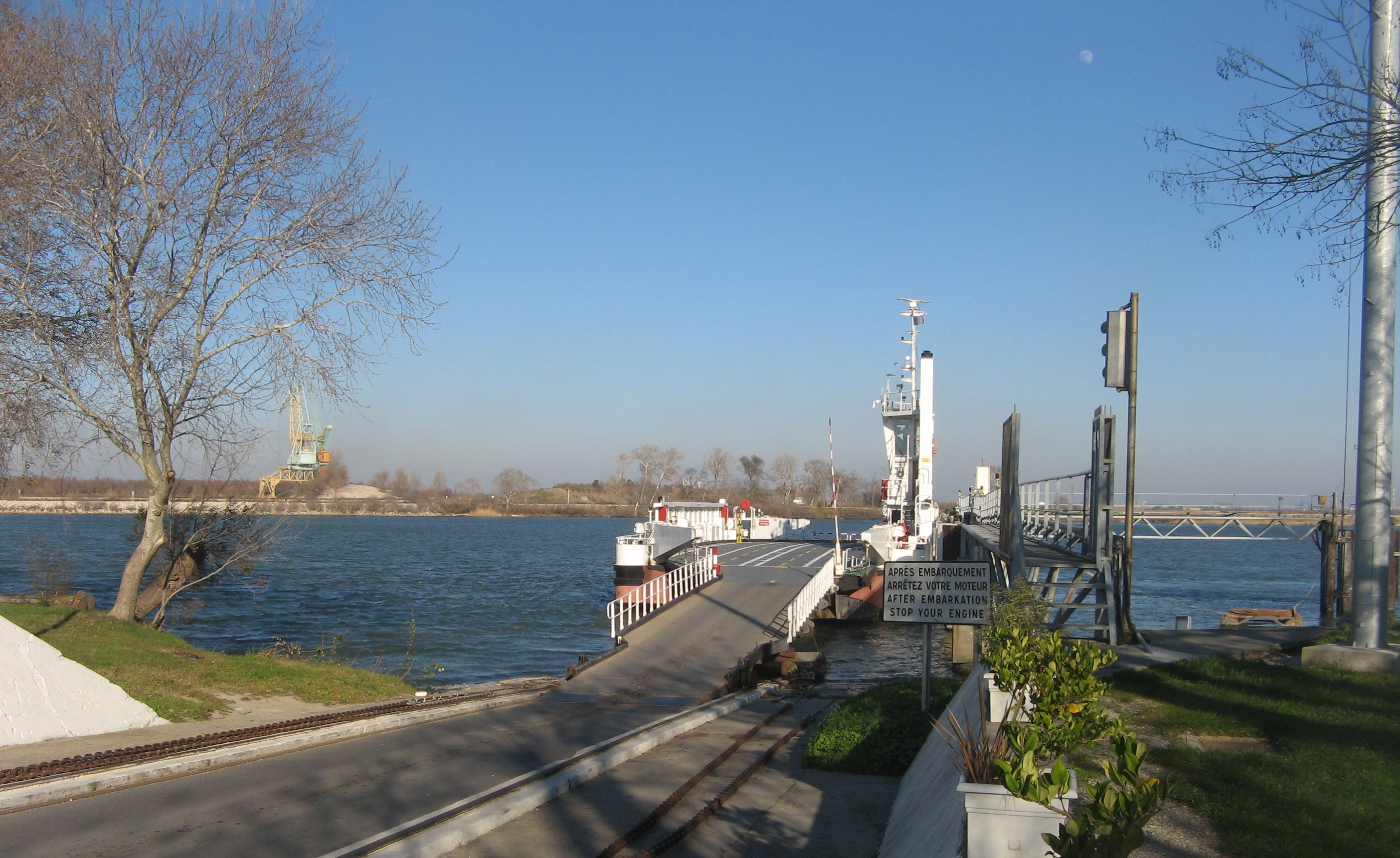
Le bac de Barcarin permet le franchissement du Grand-Rhône à hauteur de Salin-de-Giraud

Salin-de-Giraud est essentiellement desservi par la route départementale 36 qui le relie à Arles en suivant la rive droite du Rhône. Une variante (D 36b) longe l'étang de Vaccarès. 
Un bac acceptant les véhicules automobiles franchit le Rhône entre Salin et la sortie nord de Port-Saint-Louis-du-Rhône, permettant de se rendre à Martigues ou à Marseille sans passer par Arles. Les habitants formulent régulièrement la demande de construction d'un pont : le projet, relancé en 2004, lorsque le Conseil général vota une délibération en sa faveur, est pour l'instant au point mort.
Dans le cadre du transport du sel, un bac ferroviaire a été créé et mis en service le 1er septembre 1958. Il relie le faisceau SNCF d'Eysselle, sur la rive gauche du Rhône, au réseau ferroviaire des usines de Salin-de-Giraud. Actuellement, cette installation ne fonctionne plus.

### Hydrographie
Salin-de-Giraud est située dans le delta du Rhône, et jouxte le Grand Rhône. Le hameau a été construit sur des zones d'ensablement alluvionnaire progressif. Fin 2010, la compagnie exploitante des salins a dénoncé les projets d'aménagement du Rhône, et le plan anti-crues, considérant qu'ils risquaient de remettre en cause l'existence de l'exploitation du sel.

## Histoire

### Un site industriel
Salin-de-Giraud a été créé en 1856 lors de l'implantation de la société Henry Merle, chargée de fournir le sel pour l'usine chimique de Salindres, près d'Alès (Gard), qui produisait de la soude ou carbonate de sodium. Henry Merle (dont le site passera ensuite sous le contrôle de Péchiney puis des Salins du Midi), a été rejoint par le chimiste belge Ernest Solvay, qui a fondé au même endroit un second site industriel en 1895, destiné à utiliser le sel ainsi récolté pour fabriquer du carbonate de soude suivant son procédé mis au point en 1863.

### Un urbanisme industriel et ouvrier original en Camargue

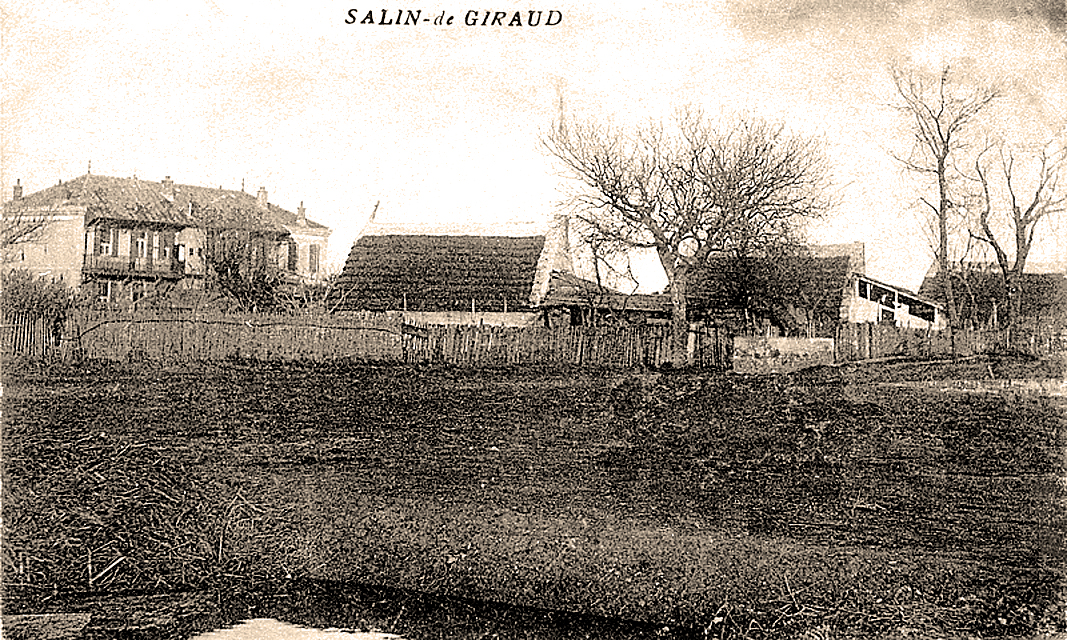
Cabanes de saunier, à appentis en pignon (années 1900)

La ville s'est alors construite en opposant deux zones, chacune associée à une usine (le quartier Péchiney et le quartier Solvay), sur un plan en damier typique des cités ouvrières de la seconde moitié du XIXe siècle. Larges rues, groupes d'habitations séparés par des jardins publics ou privés, places, utilisation de la brique en façade, nombreux lambrequins en bois subsistant sur les débords de toitures, ancienne usine et sa maison de maître, etc.  En cela, Salin-de-Giraud constitue un exemple particulièrement intéressant de l'urbanisme industriel et ouvrier du XIXe siècle, totalement en rupture avec l'architecture locale et révélateur des utopies patronales paternalistes, créant ex nihilo une cité pour les ouvriers. Ainsi des longs bâtiments rectangulaires du quartier Solvay, construits avec des briques et des ouvriers importés du Nord, qui valent au village le surnom de « corons en Camargue », assez spectaculaire dans ce paysage provençal.
Des cartes postales du début du XXe siècle entretiennent le souvenir de cabanes de sagne péri-urbaines. En 1914, il y en avait 22, habitées par des ouvriers sauniers (ou saliniers). En 1943, il n'en restait plus qu'une d'après la carte des « Cabanes et bergeries en Camargue, en 1943 », publiée dans le volume « Provence » du Corpus de l'architecture rurale française. Au XXIe siècle, la dernière cabane salinière est signalée comme se trouvant sur les terrains de la société Imerys au bord du grand Rhône. Étant donné la date de fondation du village, il est vraisemblable que les cabanes salinières furent construites dans la deuxième moitié du XIXe siècle.

### Un peuplement cosmopolite
Cité pionnière et prolétaire, Salin-de-Giraud a donc grandi des vagues successives d'ouvriers, venus se livrer aux tâches particulièrement éprouvantes de l'extraction et de la transformation du sel. Si les deux compagnies ont d'abord trouvé leur main-d'œuvre dans les départements pauvres voisins, le Gard ou la Lozère notamment, ou en provenance d'Italie, la saignée de la Première Guerre mondiale les oblige à élargir le recrutement, notamment de la part de Péchiney, entreprise moins rétive à rassembler des communautés venues d'ailleurs. Les usines embauchent alors des Espagnols, des Russes, des Baltes, et notoirement des Arméniens, fuyant le génocide, et des Grecs. Ces derniers sont originaires, pour la plupart, d'Asie Mineure (l'actuelle Turquie dont les chasse la « catastrophe » de Smyrne et la répression des Jeunes-Turcs, au tournant des années 1910-1920) ou des îles du Dodécanèse, face aux côtes turques. Salin-de-Giraud compte ainsi encore de très nombreux descendants d'immigrés de Kalymnos, une petite île célèbre pour ses pêcheurs d'éponges. Marqué par la tradition camarguaise dont attestent, par exemple, les arènes situées en son cœur, le village doit aussi une part de son identité singulière à cette diaspora, présente à travers son église orthodoxe (un long bâtiment bas, repeint de bleu et de blanc, offert par les Salins du Midi), ou par les fêtes qu'elle organise régulièrement, avec danses et nourritures traditionnelles de Kalymnos.
Au quartier Molinari, un petit quartier éloigné du centre d'environ 1500 mètres, de longs bâtiments de 30 mètres sur une largeur de 5 mètres abritaient des appartements très rustiques pour des familles ou pour des célibataires : une arrivée d'eau dans une pièce qui servait de cuisine, de salon, de salle de bain. Il n'y avait aucuns frais (logement, eau, électricité, médecin, infirmière). Les habitants avaient des bons pour obtenir le nécessaire (nourriture), on leur fournissait de la paille pour réaliser leur matelas, et, de plus, un lit à treillis.

## Vie locale

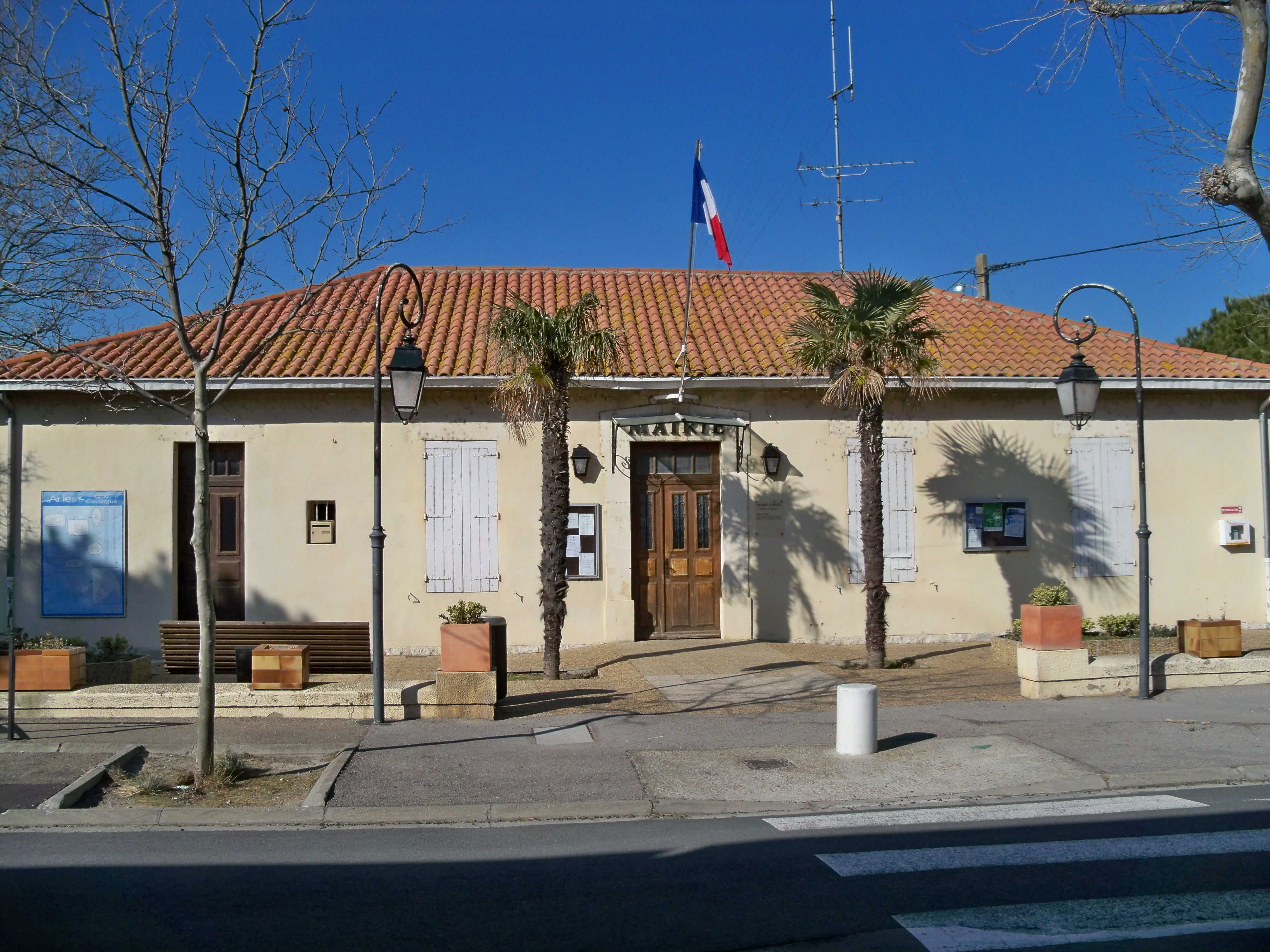
Ancienne mairie annexe de Salin-de-Giraud

### Administration
Salin-de-Giraud dépend administrativement de la commune d'Arles.

### Revendication d'autonomie
Les habitants de Salin-de-Giraud ont formulé à six reprises une demande d'autonomie communale : en 1904, 1945, 1947, 1971, 1982 puis 2001. Cette dernière demande, conduite par le député-maire des Saintes-Maries-de-la-Mer, Roland Chassain, n'a pas plus abouti que les précédentes et Salin-de-Giraud est resté rattaché à Arles.
Par lettre en date du 15 février 2007, Brice Hortefeux, Ministre délégué aux Collectivités territoriales, se déclarait pourtant favorable à l'émancipation administrative de Salin-de-Giraud par rapport à la ville d'Arles. Dès 2008, Salin-de-Giraud aurait pu devenir la 120e commune des Bouches-du-Rhône, et se classer au 7e rang national des communes les plus étendues territorialement.
Mais le maire d'Arles Hervé Schiavetti, le conseil municipal d'Arles, commune de tutelle, le conseil général des Bouches-du-Rhône et son président Jean-Noël Guérini, le maire de Marseille Jean-Claude Gaudin, et le président de région et ancien maire d'Arles Michel Vauzelle, se sont tous prononcés contre la scission avec Arles.
Le préfet de région Michel Sappin a finalement rejeté la demande de création de la commune de Salin-de-Giraud, arguant de « l'absence de consensus » ainsi que de la « situation préoccupante » du budget de la future commune. Autre argument, « la démarche serait préjudiciable à la cohérence de la politique de préservation » menée par le Parc naturel régional de Camargue.

### Démographie
| 1962 | 1968 | 1975 | 1982 | 1990 | 1999  | 2006  | 2011  |
| ---- | ---- | ---- | ---- | ---- | ----- | ----- | ----- |
| -    | -    | -    | -    | -    | 2 084 | 2 160 | 2 087 |

### Activités économiques
- Exploitation du sel : le groupe des Salins du Midi exploite des marais salants qui produisent environ un million de tonnes de chlorure de sodium par an.
- Industrie chimique : implantée depuis 1895, la société belge Solvay fabrique à partir du chlorure de sodium du carbonate de sodium nécessaire à la fabrication du savon de Marseille.
- Agrochimie : présence depuis début 2013 d'une unité de production de M2i Life Sciences, spécialisée dans les technologies durables pour l’agriculture et la santé.
- Élevage : taureaux de combat et de taureaux Camargue (AOC) de la ganadería et de la manade Hubert Yonnet.

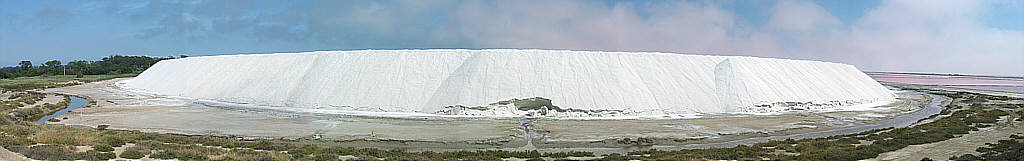
Montagne de sel ou camelle à Salin-de-Giraud.

- Tournage des Tuches[13]

### Éducation

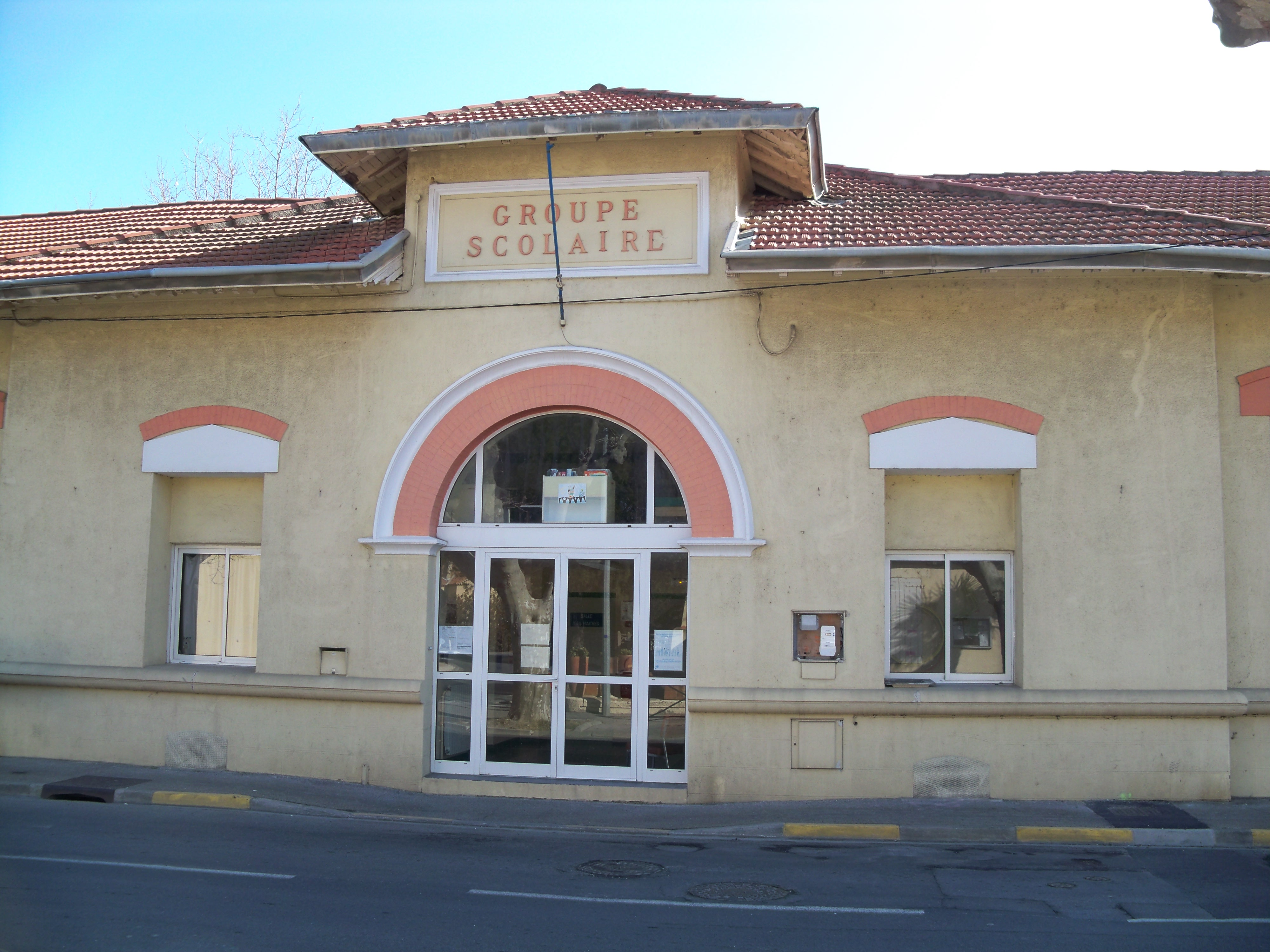
Groupe scolaire de Salin-de-Giraud

Les élèves de Salin-de-Giraud commencent leurs études à l'école maternelle du hameau (code national 0130342B), puis dans le groupe scolaire primaire. En septembre 2011, l'école maternelle comptait 63 écoliers.

### Transports publics
Les Salins de Giraud et Le Sambuc sont reliés au centre d'Arles, par la ligne « Agglo 10 : Lamartine - Salin-de-Giraud », avec six passages quotidiens. De plus, la ligne scolaire entre Salin de Giraud et Port-Saint-Louis-du-Rhône est devenue, au deuxième semestre 2009, une ligne régulière de transport public, ouverte à tous les voyageurs.
En outre, de 1892 à 1958, la commune a été l'un des terminus de la ligne ferroviaire des Chemins de fer de Camargue, ligne ferroviaire électrifiée et à voie métrique depuis Arles (Trinquetaille, 37,9 km).

### Sports
Les plages de Salin-de-Giraud font partie des lieux de pratique du kitesurf. Le 11 novembre 2013, le français Alex Caizergues y bat le record du monde de vitesse de cette discipline, sur 500 m, à la vitesse de 104,86 km/h, puis le 13 novembre 2017, à celle de 107,36 km/h.

## Plage de Piémanson
La plage de Piémanson, ou grande plage d'Arles, au bout de la départementale 36b, est une plage de sable fin qui s'étend sur plusieurs kilomètres à l'ouest de l'embouchure du Grand-Rhône.
Cette plage a été, jusqu'en septembre 2016, la dernière plage d'Europe où le camping sauvage est toléré, après la fin de Beauduc à quelques kilomètres de là. Elle attirait ainsi chaque été des milliers de campeurs qui s'installaient sur cette partie du littoral où il n'y a « ni point d'eau, ni électricité, ni infrastructures, ni toilettes et ni approvisionnement en quoi que ce soit »et était non « pas une plage, mais un pays à part, avec ses propres règles ».
Parmi les beautés naturelles de cette plage, les étangs du sud du Vaccarès (étangs du Fangassier, de Faraman, de Beauduc, etc.) abritent des colonies de flamants roses tandis que la « digue à la mer », chemin de terre légèrement surélevé par rapport aux étangs, peut conduire piétons, VTtistes ou cavaliers jusqu'aux Saintes-Maries-de-la-Mer.

## Patrimoine

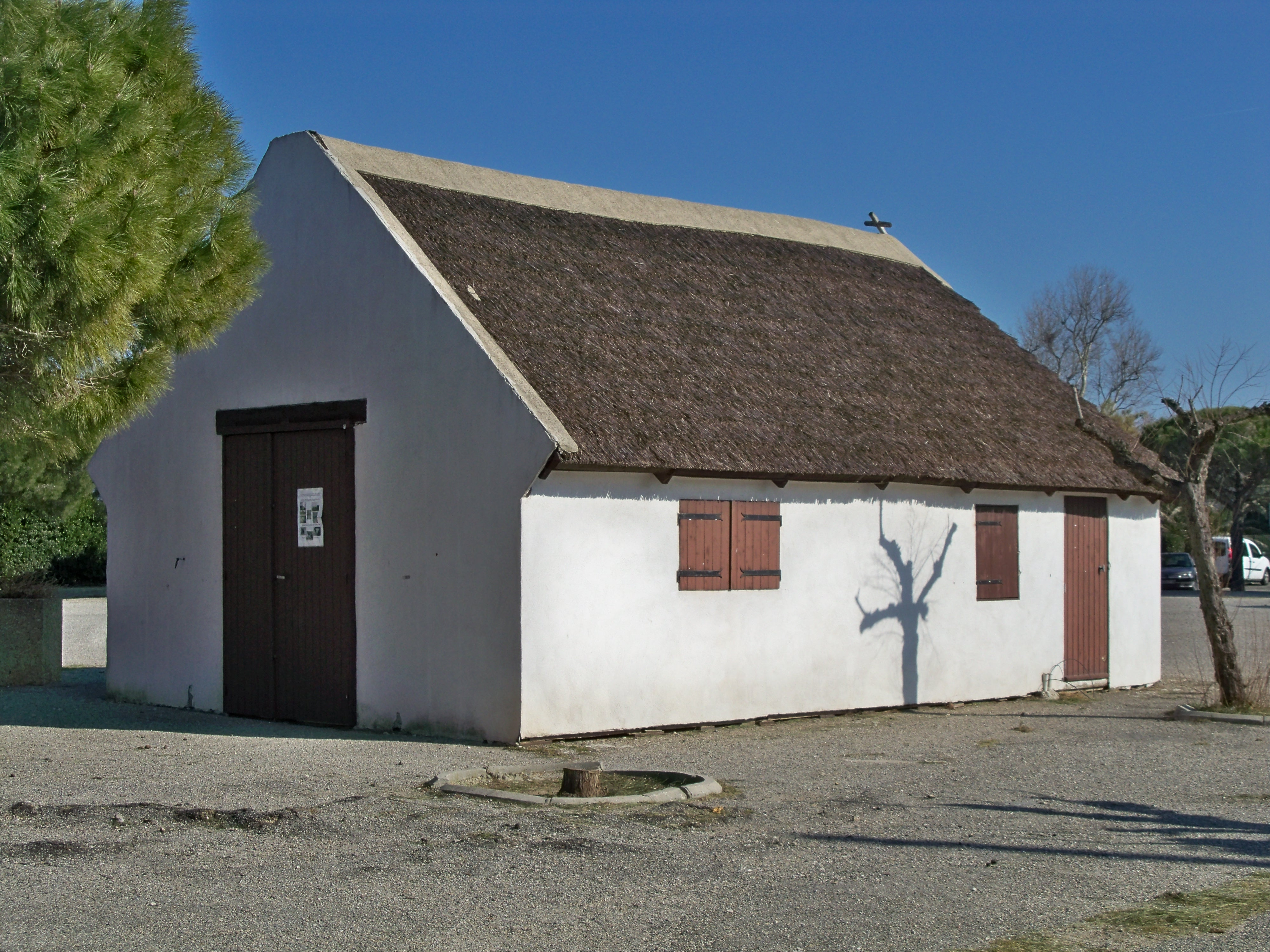
Cabane de sagne moderne, au pignon en forme de losange (2e moitié du XXe siècle)

- Croix de Belugue[22]
- Église de Barcarin[23]
- Tourvieille[24]

## Personnalités nées au village
- Marcel Domingo (1924-2010), footballeur puis entraîneur de football français.
- Roger Mastrantuono (1920-2007), champion de France de boxe des poids mi-moyens (1944-1945).